# 蒂图昂·卡斯特里克
蒂图昂·卡斯特里克（法語：Titouan Castryck，2004年8月28日—），法国男子皮划艇运动员，2023年欧洲运动会男子单人皮艇激流回旋团体铜牌得主、2024年夏季奥林匹克运动会男子单人皮艇激流回旋银牌得主。